# Groß Quenstedt
Groß Quenstedt – gmina w Niemczech, w kraju związkowym Saksonia-Anhalt, w powiecie Harz, wchodzi w skład gminy związkowej Vorharz.

## Współpraca
Miejscowość partnerska:
- Wathlingen, Dolna Saksonia